# Куремьял
Куремья́л (тат. Курамьял) — деревня в Балтасинском районе Республики Татарстан, в составе Кугунурского сельского поселения.

## География
Деревня находится в 1,5 км от реки Арборка, в 29 км к северу от районного центра — посёлка городского типа Балтаси.

## Название
Название происходит от чувашского "Курам ял" - "Видная деревня", от "курам" - "видеть" и марийско-чувашского "ял" - "поселение, деревня, село".

## История
Деревня основана в конце XVII века.
В XVIII – первой половине XIX века жители относились к категории государственных крестьян. Основные занятия жителей в этот период – земледелие и скотоводство, была распространена торговля.
В начале XX века в деревне функционировала мечеть (с 1835 года, в 1929 г. закрыта). В этот период земельный надел сельской общины составлял 427 десятин.
В 1919 году в деревне открыта начальная школа, в 1973 году закрыта
До 1920 года деревня входила в Арборскую волость Малмыжского уезда Вятской губернии. С 1920 года в составе Арского кантона ТАССР. С 10 августа 1930 года в Тюнтерском, с 4 августа 1938 года в Ципьинском, с 16 июля 1958 года в Балтасинском, с 1 февраля 1963 года в Арском, с 12 января 1965 года в Балтасинском районах.
С 1930 года действовали колхозы, с 1996  — сельскохозяйственный производственный кооператив.

## Население
| 1795 | 1834 | 1850 | 1859 | 1884 | 1905 | 1920 | 1926 | 1949 | 1958 | 1970 | 1979 | 1989 | 2002 | 2010 | 2019 |
| ---- | ---- | ---- | ---- | ---- | ---- | ---- | ---- | ---- | ---- | ---- | ---- | ---- | ---- | ---- | ---- |
| 67   | 101  | 178  | 176  | 283  | 245  | 407  | 344  | 187  | 235  | 144  | 119  | 59   | 66   | 63   | 49   |

Национальный состав деревни: татары.

## Экономика
Жители работают преимущественно в ООО «Активист» (с 2003 г.), занимаются полеводством.

## Инфраструктура
В селе действует сельский клуб (с 1930 г. как красный уголок).